# Lijst van wereldkampioenen curling gemengd
Het wereldkampioenschap curling gemengd wordt sinds 2015 gehouden. Hieronder volgt een lijst van de winnaars.

## Overzicht
| Jaar | Goud | Goud                                                                           | Zilver | Zilver                                                      | Brons | Brons                                                                  |
| Jaar | Land | Team                                                                           | Land   | Team                                                        | Land  | Team                                                                   |
| ---- | ---- | ------------------------------------------------------------------------------ | ------ | ----------------------------------------------------------- | ----- | ---------------------------------------------------------------------- |
| 2015 | NOR  | Steffen Walstad Julie Molnar Sander Rølvåg Pia Trulsen                         | SWE    | Rasmus Wranå Zandra Flyg Joakim Flyg Johanna Heldin         | CHN   | Ji Yansong Zheng Chunmei Guo Wenli Gao Xuesong                         |
| 2016 | RUS  | Aleksandr Kroesjelnitski Anastasia Bryzgalova Daniil Gorjatsjev Maria Duyunova | SWE    | Kristian Lindström Jennie Wahlin Joakim Flyg Johanna Heldin | SCO   | Cameron Bryce Katie Murray Bobby Lammie Sophie Jackson                 |
| 2017 | SCO  | Grant Hardie Rhiann Macleod Billy Morton Barbara McFarlane                     | CAN    | Trevor Bonot Jacqueline McCormick Kory Carr Megan Carr      | CZE   | Jaroslav Vedral Andrea Krepanska Lukáš Klipa Denisa Postova            |
| 2018 | CAN  | Michael Anderson Danielle Inglis Sean Harrison Lauren Harrison                 | ESP    | Sergio Vez Labrador Oihane Otaegi Mikel Unanue Leire Otaegi | RUS   | Aleksandr Jeremin Maria Komarova Daniil Gorjatsjev Anastasia Moskaleva |
| 2019 | CAN  | Colin Kurz Meghan Walter Brendan Bilawka Sara Oliver                           | GER    | Andy Kapp Pia-Lisa Schöll Benny Kapp Petra Tschetsch        | NOR   | Ingvild Skaga Wilhelm Naess Harald Skarsheim Eirin Mesloe              |
| 2022 | CAN  | Jean Michel Ménard Marie-France Larouche Ian Belleau Annie Lemay               | SCO    | Cameron Bryce Lisa Davie Scott Hyslop Robyn Munro           | SUI   | Ursi Hegner Yves Hess Simon Hoehn Chantal Schmid                       |
| 2023 |      |                                                                                |        |                                                             |       |                                                                        |